# American Idol (сезон 7)
Седьмой сезон музыкального телешоу American Idol проходил с 15 января по 21 мая 2008 года. Судьями сезона были Саймон Ковелл, Пола Абдул и Рэнди Джексон, ведущий — Райан Сикрест. Победителем седьмого сезона стал Дэвид Кук, набравший на 12 миллионов голосов больше, чем Дэвид Арчулета, ставший вторым. При финальном голосовании было получено 97 миллионов голосов, что стало рекордным количеством за историю конкурса.

## Финалисты
1. Дэвид Кук
2. Дэвид Арчулета
3. Сайиша Меркадо
4. Джейсон Кастро
5. Брук Уайт
6. Карли Смитсон
7. Кристи Ли Кук
8. Майкл Джонс
9. Рамиэль Малубай
10. Чикизи (Чикизи Эзе)
11. Аманда Овермейер
12. Дэвид Хернандес